# X Flotylla MAS
X Flotylla MAS (wł. Xª Flottiglia MAS, Decima Flottiglia MAS) – uderzeniowy oddział specjalny włoskiej marynarki wojennej, pod dowództwem księcia Junia Valeria Borghese.

## Historia
Flotylla powstała w marcu 1941 roku z przekształcenia pierwszej flotylli MAS (kutrów torpedowych). Nazwa MAS pozostała, rozwijana jako Mezzi d'Assalto – środki szturmowe. Według Gabriela  D'Annunzio nazwa pochodzi od skrótu wyrażenia Memento audere semper (łac. Pamiętaj, aby zawsze mieć odwagę) i była inspirowana X legionem – ulubionym legionem Juliusza Cezara. Chodziło jednak o ukrycie prawdziwego przeznaczenia jednostki oraz dezinformację przeciwnika. Nazwa sugerowała, że jest to jedna z flotylli kutrów torpedowych. 
X Flotylla MAS obejmowała oddziały płetwonurków bojowych, wyposażonych w pojazdy podwodne SLC (Maiale), a także specjalne środki ataku, jak motorówki wybuchowe i miniaturowe okręty podwodne. Wśród najbardziej znanych akcji było uszkodzenie pancerników HMS „Queen Elizabeth” i „Valiant” przez płetwonurków w Aleksandrii w grudniu 1941 i uszkodzenie krążownika HMS „York” w Zatoce Suda 26 marca 1941 przez motorówkę wybuchową. Ponadto m.in. zatopili oni lub uszkodzili 14 statków w Gibraltarze w latach 1941–1943.
Borghese jako zagorzały zwolennik faszyzmu po rozejmie 8 września 1943 roku zignorował rozkaz poddania się aliantom, przeszedł na służbę Niemiec, kontynuując walkę pod sztandarem włoskim. Zgromadził w La Spezia około 18 tys. ochotników, także spoza marynarki. X MAS przystąpiła do akcji przeciwko aliantom, którzy wylądowali w Anzio w lutym 1944 roku. Jednocześnie flotylla została zaangażowana na wszystkich frontach wojennych, zwłaszcza z partyzantką, w tym także ze zwolennikami Josipa Broz Tity. Oddziały X MAS odpowiedzialne były za liczne czystki na mieszkańcach cywilnych oraz tortury i morderstwa na działaczach ruchu oporu, które przeprowadzane były często z pomocą oddziałów Waffen-SS. Ze względu na zdecydowanie proniemieckie poglądy sam Borghese budził nieufność ze strony rządu Włoskiej Republiki Socjalnej i został kilkukrotnie aresztowany, a następnie wypuszczony, ze względu na obawy włoskich faszystów przed możliwym nazistowskim puczem.